# Euchorthippus weichowensis
Euchorthippus weichowensis är en insektsart som beskrevs av Chang, K.S.F. 1937. Euchorthippus weichowensis ingår i släktet Euchorthippus och familjen gräshoppor. Inga underarter finns listade i Catalogue of Life.